# فرانك أوتو (لاعب كرة الماء)
فرانك أوتو (بالألمانية: Frank Otto)‏ هو لاعب كرة الماء ألماني، ولد في 10 فبراير 1959 في برلين في ألمانيا.

## وصلات خارجية
- فرانك أوتو على موقع اللجنة الأولمبية الدولية (الإنجليزية)
- فرانك أوتو على موقع أوليمبيديا (الإنجليزية)